# بیله ده
بیله ده یک روستا در ایران است که در دهستان خورش رستم شمالی واقع شده‌است.